# دوغرولار (پوسوف)
دوغرولار (به ترکی استانبولی: Doğrular) یک منطقهٔ مسکونی در ترکیه است که در پوسوف واقع شده‌است.